# Рауталахти (Питкярантский район)
Ра́уталахти (фин. и карел. Rautalahti — «Железный залив») — деревня в Питкярантском районе Республики Карелия в России. Входила в упразднённое в 2023 году Харлуское сельское поселение. Населённый пункт расположен на берегу Ладожского озера в 25 км по дороге А121 к северо-востоку от Сортавалы.

## Этимология

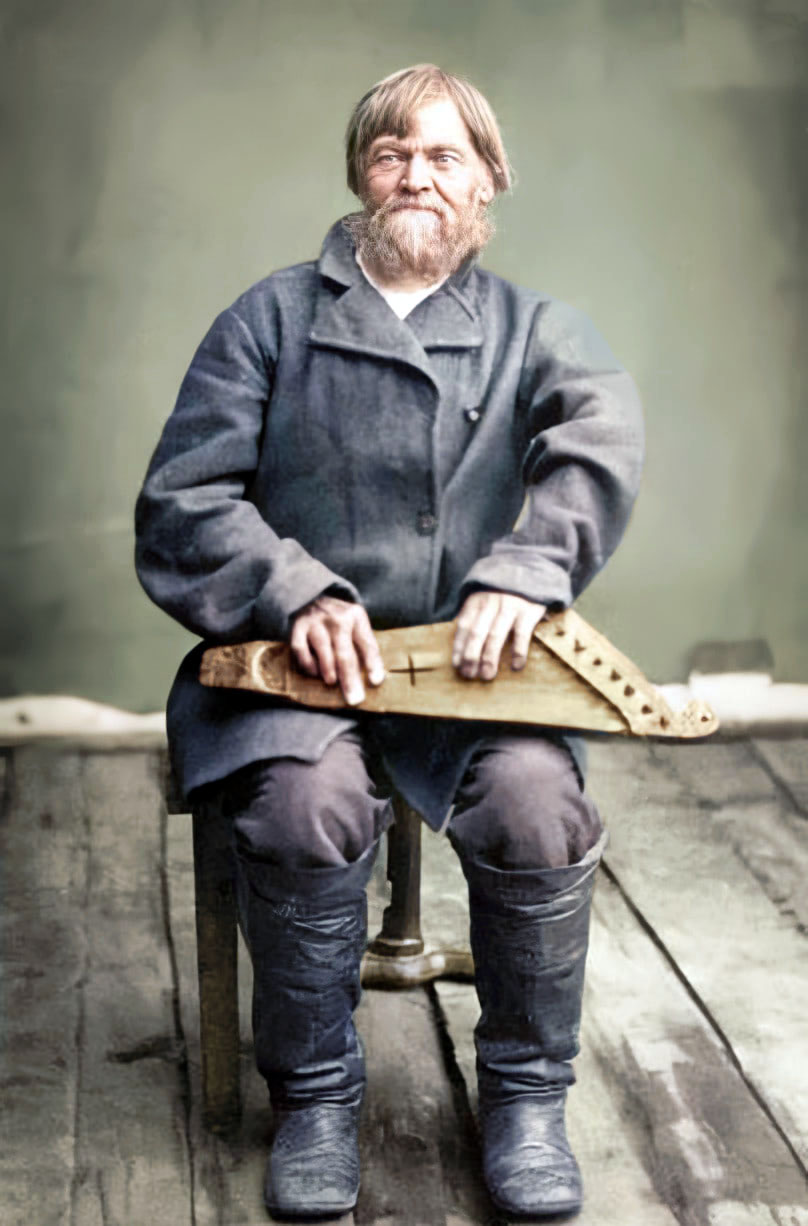
Рунопевец Андрей Ваннинен с кантеле, 1885 год

Рауталахти — полный перевод прибалтийско-финского топонима (фин. и карел. Rautalahti). Название деревни указывает на характер ландшафта, особенность почвы и грунта: «железо» (фин. rauta, карел. raudu) и «залив» (фин. lahti). Несмотря на то, что в прибалтийско-финских словах ударение всегда на первом слоге, в России ударение нередко переносится на другие слоги.

## География
Деревня Рауталахти на берегу залива Ораванселькя Ладожского озера на расстоянии 30 км к западу от районного центра Питкяранты. С юга территория деревни ограничена берегом залива Ораванселькя. Через центральную часть деревни проходит федеральная автодорога А-121 «Сортавала».

### Климат

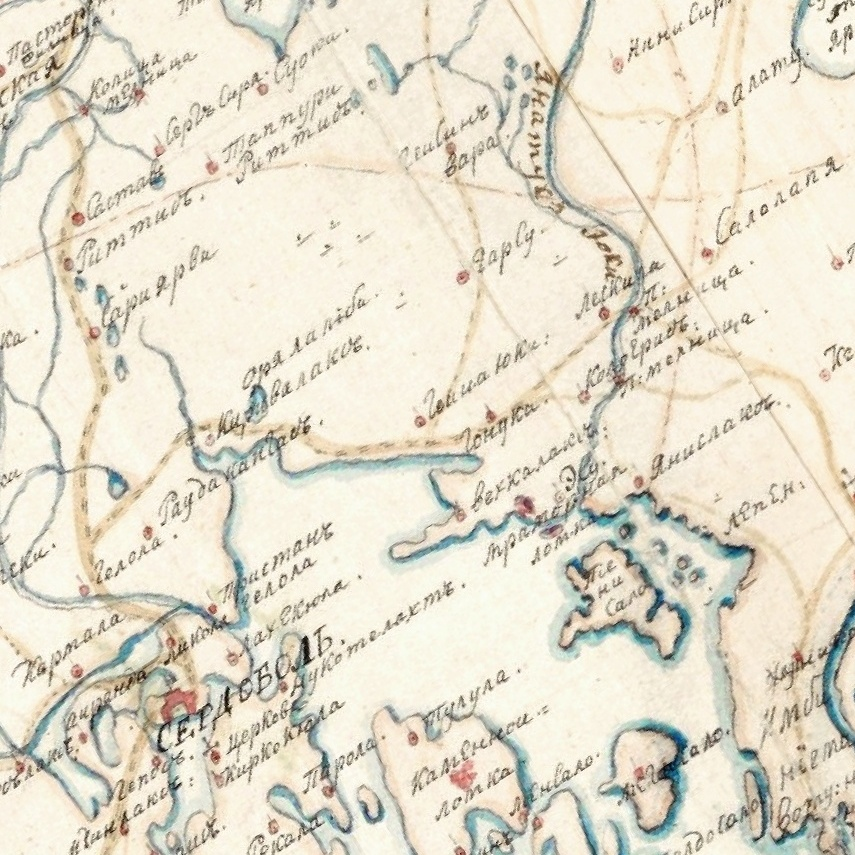
Рауталахти (Хейнаюки) на карте Выборгской губернии, 1797 год

Климат в деревне умеренно-континентальный, Dfb по классификации Кёппена. Средняя температура воздуха −4,7 °C, среднегодовое количество осадков — 768 мм.
| Показатель                                                                            | Янв. | Фев. | Март | Апр. | Май  | Июнь | Июль | Авг. | Сен. | Окт. | Нояб. | Дек. |
| ------------------------------------------------------------------------------------- | ---- | ---- | ---- | ---- | ---- | ---- | ---- | ---- | ---- | ---- | ----- | ---- |
| Средний суточный максимум, °C                                                         | −5,1 | −4,9 | −1,1 | 5,3  | 12,7 | 17,4 | 21   | 18,8 | 13,4 | 6,3  | 1,4   | −1,9 |
| Средняя температура, °C                                                               | −6,9 | −6,6 | −3,2 | 2,3  | 9,1  | 14,2 | 18   | 16,1 | 11,3 | 4,9  | 0,1   | −3,4 |
| Средний суточный минимум, °C                                                          | −8,7 | −8,5 | −5,5 | −0,9 | 5,1  | 10,6 | 14,8 | 13,5 | 9,2  | 3,4  | −1,2  | −5,1 |
| Норма осадков, мм                                                                     | 68   | 58   | 49   | 39   | 50   | 62   | 75   | 79   | 64   | 71   | 74    | 79   |
| Источник: Климатические данные городов по всему миру. Дата обращения: 5 августа 2023. |      |      |      |      |      |      |      |      |      |      |       |      |

## История
На карте Выборгской губернии 1797 года, хранящейся в коллекции исторических карт Университета Йювяскюля, указан населенный пункт Хейнаюки.
В печатных изданиях и на картах деревня обозначалась как Хейняйоки (фин. Heinäjoki — «Cенная река»), а название Рауталахти использовалось реже, чтобы подчеркнуть привязку к месту возле залива на берегу Ладоги. Ранние упоминания о Рауталахти появляются в периодике конца XIX века и связаны с последним рунопевцем Северного Приладожья, сказителем и поэтом Андреем Борисовичем Ванниненым («Ontrei Borissa», «Ondrei» Vanninen), проживавшем в Рауталахти. В публикации 1886 года сообщалось, что деревне Рауталахти несколько зданий и хутор из трёх домов Ванниненых в ложбине с рекой. К этому роду принадлежали и знаменитые финские лыжники Беньямин Ваннинен и Пекка Ваннинен. В доме Андрея Ваннинена была первая школа Рауталахти с 1914 до 1927 года, когда построили новую двухэтажную брусчатую школу на краю деревни.
Население деревни занималось преимущественно сельским хозяйством. С конца XIX века часть жителей Хейняйоки начала осуществлять грузоперевозками продукции целлюлозно-бумажного завода Леппякоски из Харлу в залив Рауталахти, где находились 240-метровая пристань, погрузочный док и два больших товарных навеса. Оттуда местными лоцманами продукция переправлялись по Ладожскому озеру до Сортавалы, где была железная дорога; зимой же товары доставляли по дороге на лошадях. На железнодорожной ветке, ведущей от дороги на Суоярви к заводу Леппякоски, временное движение было открыто в 1921 году, спустя два года была завершена дорога от Харлу на юг, к заводу Ляскеля. Ветка была продлена на юг на 8 км, и с 5 декабря 1924 года по ширококолейной дороге между станцией Харлу и заводом Ляскеля началось временное движение в виде перевозки грузов целыми вагонами. От завода Ляскеля шла узкоколейная ветка до Ладожского озера, таким образом, новая линия стала предшественницей железной дороги Янисъярви — Лодейное Поле. С появлением железнодорожного сообщения и увеличением количества автотранспорта в Хейняйоки стали больше заниматься сельским хозяйством, расширяя поля за счет вырубок леса, уделяя внимание повышению урожайности с гектара и методам обработки земли. В результате деревня стала житницей волости. Животноводство также развилось и к концу 30-х годов жители всех домов деревни, расположенных возле дороги, сдавали молоко на Сортавальский молочный завод, а также предлагали желающим масло. Садоводством занимались только в небольших объемах: в каждом дворе был небольшой сад и огород. Один из учителей на своём участке занимался пчеловодством. Многие поселенцы промышляли рыбалкой на Ладоге. Около полувека компания «Pohjois-Laatokan Höyrylaiva» и частники на небольших пароходах осуществляли пассажирские перевозки между Сортавалой и Рауталахти.
С начала XX века в деревне существовал клуб молодёжи, в котором занимались краеведением, постановкой спектаклей и радиопередач. Зимой клуб проводил лыжные гонки и гонки на санях. Был и хор, принимавший участие в различных фестивалях и праздниках на местном и национальном уровнях.
| - Ладожское озеро, недалеко от Рауталахти, 1900-е годы - Рауталахти, 1920-е годы - Дом рунопевца Андрея Ваннинена, 1939 год - Педагоги и учащиеся возле новой школы Хейняйоки, конец 1920-х годов |

После Советско-финляндской войны по условиям Московского договора бо́льшая часть Выборгской губернии была передана СССР, войдя в созданную в 1940 году Карело-Финской ССР. Эвакуационные поезда c финским населением муниципалитета Харлу, включая жителей Рауталахти, направились в Контиолахти, оттуда в Центральную Остроботнию через Северное Саво.
Советской властью для сельскохозяйственного освоения новых районов планировалось переселить 40 тысяч семей, из них в 1940 году — 20 тысяч. Переселение колхозников и колхозов производилось из Белорусской ССР, Чувашской, Мордовской и Татарской АССР, Рязанской, Калининской, Смоленской, Орловской, Кировской и Вологодской областей. Для знакомства с условиями ведения хозяйства и выбора земельных участков в новых районах областям и республикам «выхода» предоставлялось право посылать предварительно своих представителей — «ходоков», которые сразу же после осмотра земель закрепляли их за своими колхозами. В 1940 году в Рауталахти существовал колхоз «Большевик», имелось 24 хозяйства с населением около 120 человек.

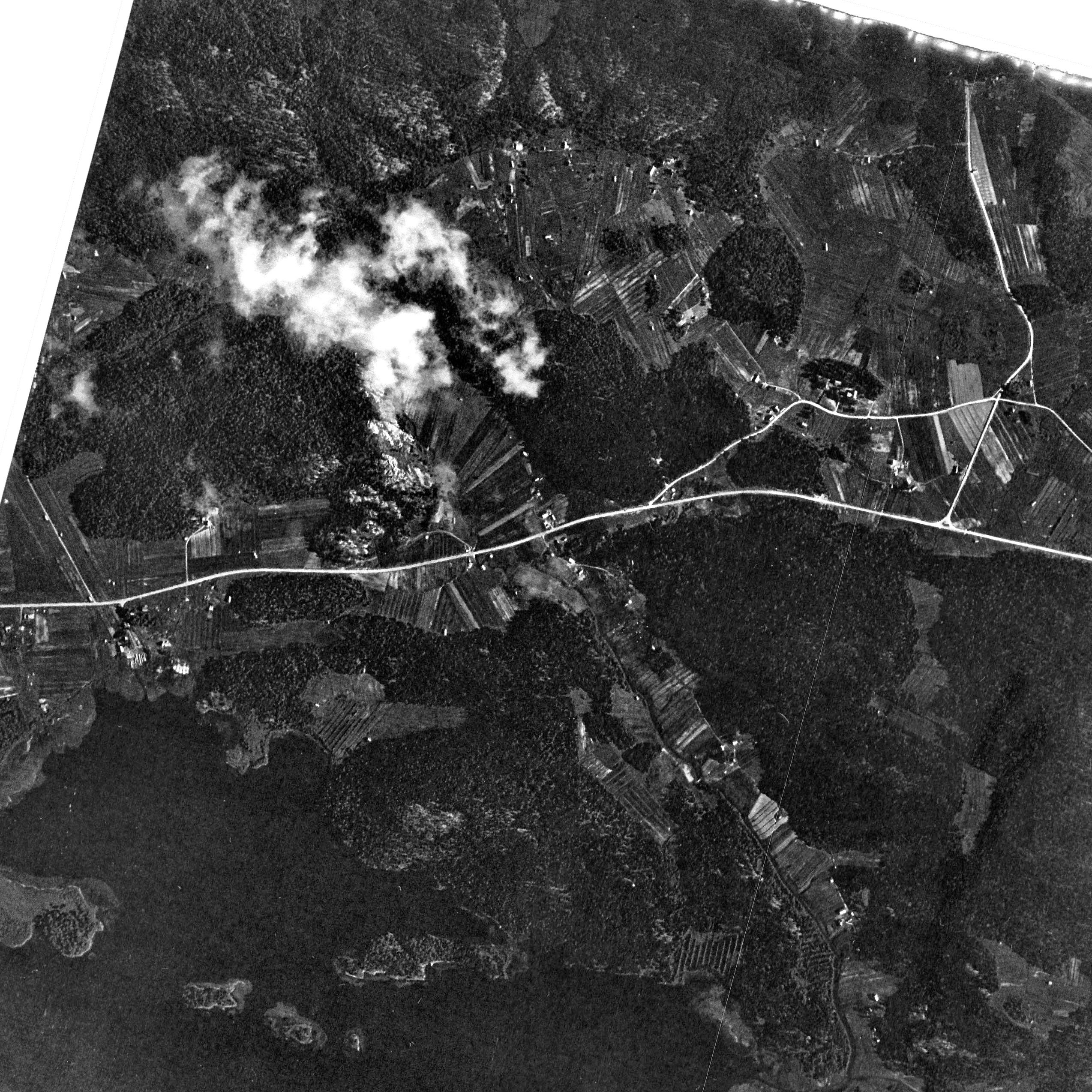
Аэрофотосъемка Рауталахти, 1944 год

Однако территория вновь перешла к Финляндии с 1941 по 1944 год. После завершения 19 сентября 1944 года Советско-финской войны заключено Московское перемирие; Выборгский, Кексгольмский и Яскинский районы отошли к Ленинградской области. Финские граждане эвакуированы в Каухаву, судебный процесс по исключению Харлу из состава муниципалитетов Финляндии состоялся в Йювяскюля 11 декабря 1948 года.
На развитие деревни повлиял созданный на её территории в 1946 году зверосовхоз «Ладожский», специализировавшийся на выращивании американской норки и кроликов. Первая партия из 100 норок прибыла весной 1947 года. В 1946—1947 году в финском здании школы открыта начальная школа, с 1948 до 1954 года года в ней организован интернат, где дети находились пять дней в неделю, а на выходные уезжали домой.
К 1949 году в совхозе на площади 26 км² была одноэтажная застройка хуторского типа преимущественно оставшимися финскими зданиями; 25 из 39 жилых домов пригодны для эксплуатации. По состоянию на 1 января 1949 года в зверосовхозе «Ладожский» проживало 193 человека, имелось 700 кроликов, 340 голов норки, 42 головы крупного рогатого скота, 25 лошадей. Совхоз несколько лет работал убыточно из-за отсутствия хорошей кормовой базы и развитого подсобного хозяйства: клетки с норками стояли под открытым небом, корм для зверей готовили в небольшом деревянном домике. C 1954 года совхоз стал разводить голубых песцов, приобретя 300 племенных самок. К 1957 году количество самок песца составляло 550, норок — 1400, имелось 9000 голов молодняка. Этому способствовали постройка шедов и кирпичного здания кормокухни, механизация приготовления кормов, а также улучшение обеспечения кормами, поставляемыми из других республик и областей, и Сортавальского мясокомбината и рыбокомбината.
С 1967 года школа стала восьмилетней, в неё зачислено 27 детей, всего было 110 учеников. В 1991 году начато строительство новой школы, однако из-за прекращения финансирования работы приостанавливались и были завершены лишь в 2001 году.
Зверосовхоз закрыт в конце 1990-х годов.

## Население
| 1940 | 1949 | 1991 | 2014 | 2015 | 2016 | 2017 | 2018 | 2019 |
| ---- | ---- | ---- | ---- | ---- | ---- | ---- | ---- | ---- |
| 120  | 193  | 570  | 379  | 381  | 484  | 472  | 467  | 433  |

По состоянию на 2019 год, в Рауталахти проживало 433 человека: 206 мужчин и 227 женщин. Из них 62 — школьного возраста (до 17 лет включительно); и 24 — дети дошкольного возраста (до 6 лет включительно).

## Экономика
Рыбоперерабатывающий завод в строениях бывшего зверосовхоза, лесопилка, АЗС, продовольственный магазин, школа.

### Транспорт
Через деревню проходит 289—293 км автомобильная дорога федерального значения А121 «Сортавала», на которой имеется остановочный пункт маршрутных автобусов. Эта остановка связана автобусным сообщением с районными центрами — городами Питкярантой и Сортавалой, а также столицей Республики Карелия Петрозаводском (маршруты № 516, 517, 531, 532), и Санкт-Петербургом (маршрут № 807). Осуществляются муниципальные пассажирские перевозки по маршруту по «Питкяранта — Импилахти — Ляскеля — Хийденсельга — Харлу — Рауталахти».

## Достопримечательности

### Захоронения и памятники
25 февраля 2020 года по адресу Рауталахти, ул. Центральная, д. 20 установлена мемориальная доска в честь гвардии младшего сержанта Дениса Тимашова, погибшего во время одной из атак в Аргунском ущелье.

### Архитектура
Паломнический и просветительский комплекс «Русская Фиваида» — копии утраченных традиционных карельских часовен, созданные по материалам финского историка архитектуры Ларса Петтерссона.
Здание старой школы по адресу Центральная, 2б.